# سد انحرافی روانسر
سد انحرافی روانسر، یک سد انحرافی در شهرستان روانسر در استان کرمانشاه است. این سد در سال ۱۳۱۹ ساخته شده‌است.

## مشخصات
سد روانسر در ۱۰ کیلومتری شهر روانسر از نوع سدهای انحرافی بود که ساخت آن با هزینهٔ ۴ میلیون ریال به انجام رسید و در ۱۰ آذر سال ۱۳۱۹ در دوران استانداری عزیزالله نیک‌پی به پایان رسید. این سد نخستین سد و نخستین سد انحرافی در کل استان پنجم و استان کرمانشاه کنونی و همچنین یکی از نخستین سدهای ایران بود.
طول تاج سد انحرافی روانسر ۱۰ متر و ارتفاع آن از پی ۵/۵ متر است. این سد ۵۰۰۰ هکتار زمین را زیر کشت برده‌است.